# Coppa re Fahd 1995
La Coppa re Fahd 1995 (in arabo: 1995 كأس الملك فهد, kas almalik fahd 1995) fu la seconda edizione del torneo amichevole intitolato all'allora re dell'Arabia Saudita, vinto dalla Danimarca. Disputata con il nome di Coppa Re Fahd, in onore dell'allora sovrano saudita che organizzò il torneo con la federazione del suo Paese (quindi sotto forma di torneo non ufficiale), è stata riconosciuta retroattivamente dalla FIFA nell'ambito della Confederations Cup. Si è svolta nella città araba di Riad dal 6 al 13 gennaio 1995.

## Squadre partecipanti
| Pr. | Squadra        | Data di qualificazione certa | Confederazione | Partecipante in quanto                                             | Partecipazioni precedenti al torneo |
| --- | -------------- | ---------------------------- | -------------- | ------------------------------------------------------------------ | ----------------------------------- |
| 1   | Danimarca      | 26 giugno 1992               | UEFA           | Vincitrice del Campionato europeo di calcio 1992                   | -                                   |
| 2   | Arabia Saudita | 8 novembre 1992              | AFC            | Nazione organizzatrice e finalista della Coppa d'Asia 1992         | 1 (1992)                            |
| 3   | Giappone       | 8 novembre 1992              | AFC            | Vincitrice della Coppa d'Asia 1992                                 | -                                   |
| 4   | Argentina      | 4 luglio 1993                | CONMEBOL       | Vincitrice della Confederations Cup 1992 e della Copa América 1993 | 1 (1992)                            |
| 5   | Messico        | 23 luglio 1993               | CONCACAF       | Vincitrice della CONCACAF Gold Cup 1993                            | -                                   |
| 6   | Nigeria        | 10 aprile 1994               | CAF            | Vincitrice della Coppa delle nazioni africane 1994                 | -                                   |

Nota bene: nella sezione "partecipazioni precedenti al torneo", le date in grassetto indicano che la nazione ha vinto quella edizione del torneo, mentre le date in corsivo indicano la nazione ospitante.

## Stadio
| RiyadhCoppa re Fahd 1995 (Arabia Saudita) |
| Riyadh                                    |
| King Fahd International Stadium           |
| Capacità: 67 000                          |

## Formula
Le sei squadre vennero divise in due gironi all'italiana di tre squadre ciascuno. Le prime di ogni girone si sarebbero qualificate per la finale per il 1º posto. Le seconde si sarebbero affrontate nella finale per il 3º posto.

## Risultati

### Fase a gruppi

#### Girone A

##### Classifica
| Pos. | Squadra        | Pt | G | V | N | P | GF | GS | DR |
| ---- | -------------- | -- | - | - | - | - | -- | -- | -- |
| 1.   | Danimarca      | 4  | 2 | 1 | 1 | 0 | 3  | 1  | +2 |
| 2.   | Messico        | 4  | 2 | 1 | 1 | 0 | 3  | 1  | +2 |
| 3.   | Arabia Saudita | 0  | 2 | 0 | 0 | 2 | 0  | 4  | -4 |

##### Risultati
| Arbitro: | Imperatore Marcone |

|  |           |                      |
|  | Marcatori | 65’, 82’ Luis García |

| Arbitro: | Lim Kee Chong |

|  |           |                              |
|  | Marcatori | 43’ B. Laudrup 90’ Wieghorst |

| Arbitro: | Imperatore Marcone |

|                                   |                      |                                    |
| Rasmussen 43’                     | Marcatori            | 25’ Luis García                    |
| Schjønberg M. Laudrup Høgh Rieper | Tiri di rigore 4 – 2 | Suárez del Olmo Luis García Bernal |

#### Girone B

##### Classifica
| Pos. | Squadra   | Pt | G | V | N | P | GF | GS | DR |
| ---- | --------- | -- | - | - | - | - | -- | -- | -- |
| 1.   | Argentina | 4  | 2 | 1 | 1 | 0 | 5  | 1  | +4 |
| 2.   | Nigeria   | 4  | 2 | 1 | 1 | 0 | 3  | 0  | +3 |
| 3.   | Giappone  | 0  | 2 | 0 | 0 | 2 | 1  | 8  | -7 |

##### Risultati
| Arbitro: | Craciunescu |

|  |           |                                     |
|  | Marcatori | 4’ Amunike 55’ Adepoju 65’ Amokachi |

| Arbitro: | Badilla Sequeira |

|           |           |                                                      |
| Miura 57’ | Marcatori | 31’ Rambert 45’ Ortega 47’, 86’ Batistuta 54’ Chamot |

| Riyad 10 gennaio 1995, ore 20:00 UTC+3 | Nigeria | 0 – 0 referto | Argentina | King Fahd International Stadium (20.000 spett.)\| Arbitro: \| Bujsaim \| |
| Arbitro:                               | Bujsaim |               |           |                                                                          |

### Fase ad eliminazione diretta

#### Finale per il 3º posto
| Arbitro: | Craciunescu |

|                                                   |                      |                                       |
| Ramírez 20’                                       | Marcatori            | 31’ Amokachi                          |
| García Aspe Luis García Galindo Hermosillo Suárez | Tiri di rigore 5 – 4 | Okocha Adepoju Eguavoen Iroha Amuneke |

#### Finale per il 1º posto
| Arbitro: | Bujsaim |

|                             |           |  |
| M. Laudrup 8’ Rasmussen 75’ | Marcatori |  |

## Classifica marcatori
3 reti
- Luis García

2 reti
- Gabriel Batistuta
- Peter Rasmussen
- Daniel Amokachi

1 rete
- José Chamot
- Ariel Ortega
- Sebastián Rambert
- Brian Laudrup
- Michael Laudrup
- Morten Wieghorst
- Kazuyoshi Miura
- Ramón Ramírez
- Mutiu Adepoju
- Emmanuel Amuneke